# Son of Frankenstein
Son of Frankenstein (br/pt: O Filho de Frankenstein) é um filme estadunidense de 1939, baseado no personagem Frankenstein de Mary Shelley. É a sequência do filme de 1935 A Noiva de Frankenstein.

## Sinopse
O cientista e médico Barão Wolf von Frankenstein, filho de Henry Frankenstein, acompanhado da esposa Elsa e do filho pequeno Peter, vão ao castelo da família num vilarejo remoto. Mas, ao chegar, percebe que os habitantes do local temem que ele recrie a criatura de seu pai e o hostilizam. Recebe do burgomestre documentos e a chave do castelo deixados pelo pai. Apenas o chefe de polícia, o Inspetor Krogh (que possui um braço mecânico depois de ter sido aleijado numa luta contra a criatura quando era criança), se mostra amigável.
Entre os documentos estão o diário dos experimentos e fórmulas secretas. Nas ruínas do laboratório do castelo, construído sobre uma antiga mina de enxofre, Wolf encontra o servo corcunda Ygor, que lhe mostra a cripta do monstro. O cientista logo descobre que a criatura ainda vive mas está incapacitada por ter sido atingida por um raio. Ele acha que deve manter o monstro vivo para que seja estudado e reinicia o trabalho do pai, mas não sabe que a criatura obedece as ordens de Ygor e este o mandara cometer vários assassinatos em vingança contra aqueles que lhe condenaram à morte, décadas atrás. E que o servo pretende continuar com seu plano, assim que o monstro volte a andar.

## Elenco
- Basil Rathbone — Barão Wolf von Frankenstein
- Boris Karloff — Monstro
- Bela Lugosi — Ygor
- Lionel Atwill — Inspetor Krogh
- Josephine Hutchinson — Elsa von Frankenstein
- Donnie Dunagan — Peter von Frankenstein
- Emma Dunn — Amelia, criada do castelo
- Edgar Norton — Benson, mordomo do castelo
- Perry Ivins — Fritz
- Lawrence Grant — Burgomestre
- Lionel Belmore — Emil Lang
- Michael Mark — Ewald Neumüller
- Caroline Frances Cooke — Sra. Neumuller